# Antonio Núñez Tena
Antonio Núñez Tena (Madrid, España, 15 de enero de 1979) es un exfutbolista español que jugó de interior derecho y su último equipo fue el Recreativo de Huelva.

## Trayectoria
Debutó en el primer equipo del Real Madrid de la mano de Carlos Queiroz en la temporada 2003-04 contra el Villarreal en el Madrigal anotando el gol del empate del equipo blanco. Juega otros diez partidos esa campaña, todos saliendo desde el banquillo. En esta única temporada en el equipo blanco estrena su palmarés con la Supercopa de España que el conjunto blanco gana al Mallorca.
A pesar de no destacar especialmente en sus escasas apariciones con el Real Madrid al comenzar la temporada 2004-05  es fichado por el Liverpool FC, entrenado esa temporada por Rafa Benítez que lo conocía de su etapa como técnico en las categorías inferiores del Real Madrid.
En el conjunto inglés solo dura una temporada jugando un total de 24 partidos, ocho como titular, y anota un único gol. Su aportación vuelve a ser muy discreta pero incorpora a su palmarés la Copa de Europa que el conjunto de Anfield ganó al Milan esa campaña.
Su escasa aportación en el conjunto británico provoca que la temporada 2005-06 comience la temporada en el Celta de Vigo, en el equipo vigués es entrenado por Fernando Vázquez y se hace un hueco en el equipo titular, juega 26 partidos, anota dos goles y parece haber encontrado su hueco en la primera división española. Su temporada ha sido buena, y se clasifica para jugar la UEFA. Pero la temporada siguiente, a pesar de que mantiene la titularidad, el devenir del equipo vigués es errático y tras caer en la fase de grupos de la UEFA finalmente desciende a segunda división. La temporada 2007-08 sería la última en el equipo gallego, a pesar de mantener la titularidad y anotar cinco goles, el Celta de Vigo deambula por mitad de la tabla e incluso coquetea en algún momento con el descenso, se suceden los cambios de entrenador y tras no conseguir el ascenso a primera división, ficha por el Real Murcia que también milita en segunda división.
En el equipo murciano solo estará la temporada 2008-09, donde juega treinta y seis partidos, treinta de ellos como titular, pero la difícil situación institucional que vive el club hace que abandone el equipo al finalizar la temporada.
Sorprendentemente ficha por el Apollon Limassol de la liga chipriota, en este equipo permanece dos temporadas y media anotando un total de siete goles y haciéndose con un puesto en el equipo titular.
En enero de 2012 regrasa a España para incorporarse en las filas de la SD Huesca, que milita en segunda división, entrenado por Quique Hernández.
El 12 de septiembre de 2013 ficha por el Deportivo de La Coruña hasta el 31 de diciembre. El 30 de diciembre firma su continuidad hasta final de temporada.
El 7 de julio de 2014 ficha por el Recreativo de Huelva por una temporada. No obstante, y pese al descenso del equipo a Segunda División B, ha jugado dos temporadas más en el Decano del Fútbol Español.

## Clubes
| Club                   | País       | Año         | Partidos (Liga) | Goles (Liga) |
| ---------------------- | ---------- | ----------- | --------------- | ------------ |
| Real Madrid Castilla   | España     | 2001 - 2003 | 64              | 12           |
| Real Madrid            | España     | 2003 - 2004 | 15              | 1            |
| Liverpool FC           | Inglaterra | 2004 - 2005 | 23              | 0            |
| Celta de Vigo          | España     | 2005 - 2008 | 106             | 8            |
| Real Murcia            | España     | 2008 - 2009 | 37              | 1            |
| Apollon Limassol       | Chipre     | 2009 - 2012 | 60              | 7            |
| SD Huesca              | España     | 2012 - 2013 | 56              | 6            |
| Deportivo de La Coruña | España     | 2013 - 2014 | 23              | 0            |
| Recreativo de Huelva   | España     | 2014 - 2018 | 136             | 14           |

## Palmarés

### Campeonatos nacionales
| Título              | Club             | Año  |
| ------------------- | ---------------- | ---- |
| Supercopa de España | Real Madrid      | 2003 |
| Copa de Chipre      | Apollon Limassol | 2010 |

### Campeonatos internacionales
| Título                       | Club      | Año  |
| ---------------------------- | --------- | ---- |
| Liga de Campeones de la UEFA | Liverpool | 2005 |